# Ahmedabad
Ahmedabad (o Ahmadâbâd; talvolta chiamata con il vecchio nome di Karnavati, oppure Amdavad in una forma colloquiale della lingua gujarati) è una suddivisione dell'India, classificata come municipal corporation, di 3 515 361 abitanti, capoluogo del distretto di Ahmedabad, nello stato federato del Gujarat. In base al numero di abitanti la città rientra nella classe I (da 100 000 persone in su) ed è la città più grande dello stato.
Dal 2017 i suoi monumenti storici sono inseriti nella lista dei patrimoni dell'umanità dell'UNESCO.

## Geografia fisica

### Territorio
La città è situata a 23° 1' 60 N e 72° 37' 0 E e ha un'altitudine di 65 m s.l.m.

## Storia
La città è stata fondata nel XV secolo dal sultano Ahmed Shah, sul fiume Sabarmati, come capitale del sultanato di Gujarat. Secondo la leggenda, durante una battuta di caccia, il sultano vide un branco di conigli che affrontarono i suoi cani, pur di salvare le loro tane e i loro piccoli. Ahmed Shah interpretò questo episodio come un buon auspicio e decise di costruirvi la sua nuova capitale, dandole il suo nome: Aḥmedābād appunto. Dal 1960 al 1970 è stata la capitale del Gujarat, finché non fu scelta Gandhinagar come nuova capitale.

## Società

### Evoluzione demografica
Al censimento del 2001 la popolazione di Ahmedabad assommava a 3 515 361 persone, delle quali 1 863 886 maschi e 1 651 475 femmine. I bambini di età inferiore o uguale ai sei anni assommavano a 408 814, dei quali 228 125 maschi e 180 689 femmine. Infine, coloro che erano in grado di saper almeno leggere e scrivere erano 2 579 417, dei quali 1 460 175 maschi e 1 119 242 femmine.

## Monumenti e luoghi d'interesse
Verso ovest, oltre il fiume Sabarmati, sorgono i nuovi quartieri di New Ahmedabad, dove si possono trovare notevoli esempi di edifici progettati e realizzati da Le Corbusier e da Louis Kahn.

### Jami Masjid
La moschea fu fatta costruire dal sultano Ahmed Shah per la preghiera del venerdì; furono riutilizzati numerosi materiali di reimpiego ricavati da templi indù e jian.
La moschea ha ben 15 cupole, sostenute da ben 260 colonne con incisioni molto elaborate. La luce filtra all'interno tramite numerosi graticci.

## Cultura

### Musei
- Sanskar Kendra: di Le Corbusier, museo che ospita una rara collezione di miniature.

### Università
- Nirma University, privata

## Economia
Il centro storico di Ahmedabad è oggigiorno un attivo distretto economico.
Oltre ad essere un importante centro commerciale, Ahmedabad è anche un importante centro industriale principalmente nel settore chimico e tessile.
Ahmedabad è stata spesso chiamata la Manchester dell'est per l'importanza che l'industria tessile ha nell'economia locale.

## Infrastrutture e trasporti

### Strade
La vecchia città ha strade strette e affollate durante le ore del commercio, mentre la nuova città ha ampie strade.

### Aeroporti
La città è servita dall'Aeroporto di Sardar Vallabhbhai Patel.